# Île Sainte-Hélène
Die Île Sainte-Hélène (englisch Saint Helen’s Island) ist eine im Sankt-Lorenz-Strom gelegene Flussinsel in der kanadischen Provinz Québec. Sie liegt im Stadtgebiet von Montreal, unmittelbar östlich der Île de Montréal. Die Insel gehört zum Hochelaga-Archipel, ist rund drei Kilometer lang und bis zu 600 Meter breit. Der Chenal Le Moyne, ein Seitenarm des Sankt-Lorenz-Stroms, trennt die Île Sainte-Hélène von der Île Notre-Dame.

## Geschichte

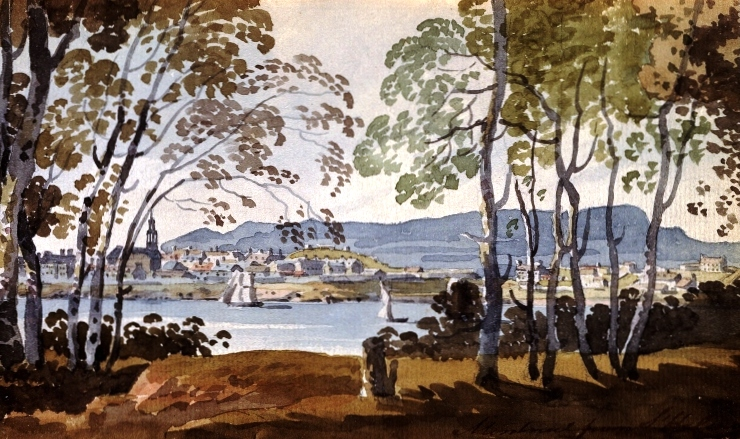
Montreal von der Île Sainte-Hélène aus gesehen, Gemälde von George Heriot (1801)

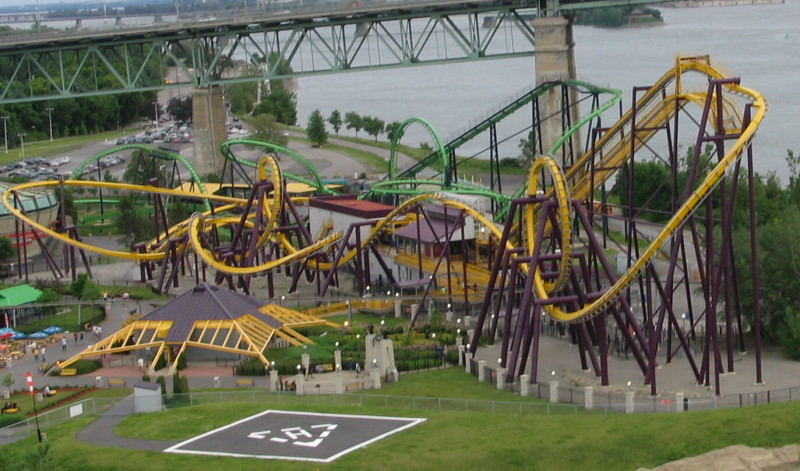
Achterbahn Le Vampire im Freizeitpark La Ronde

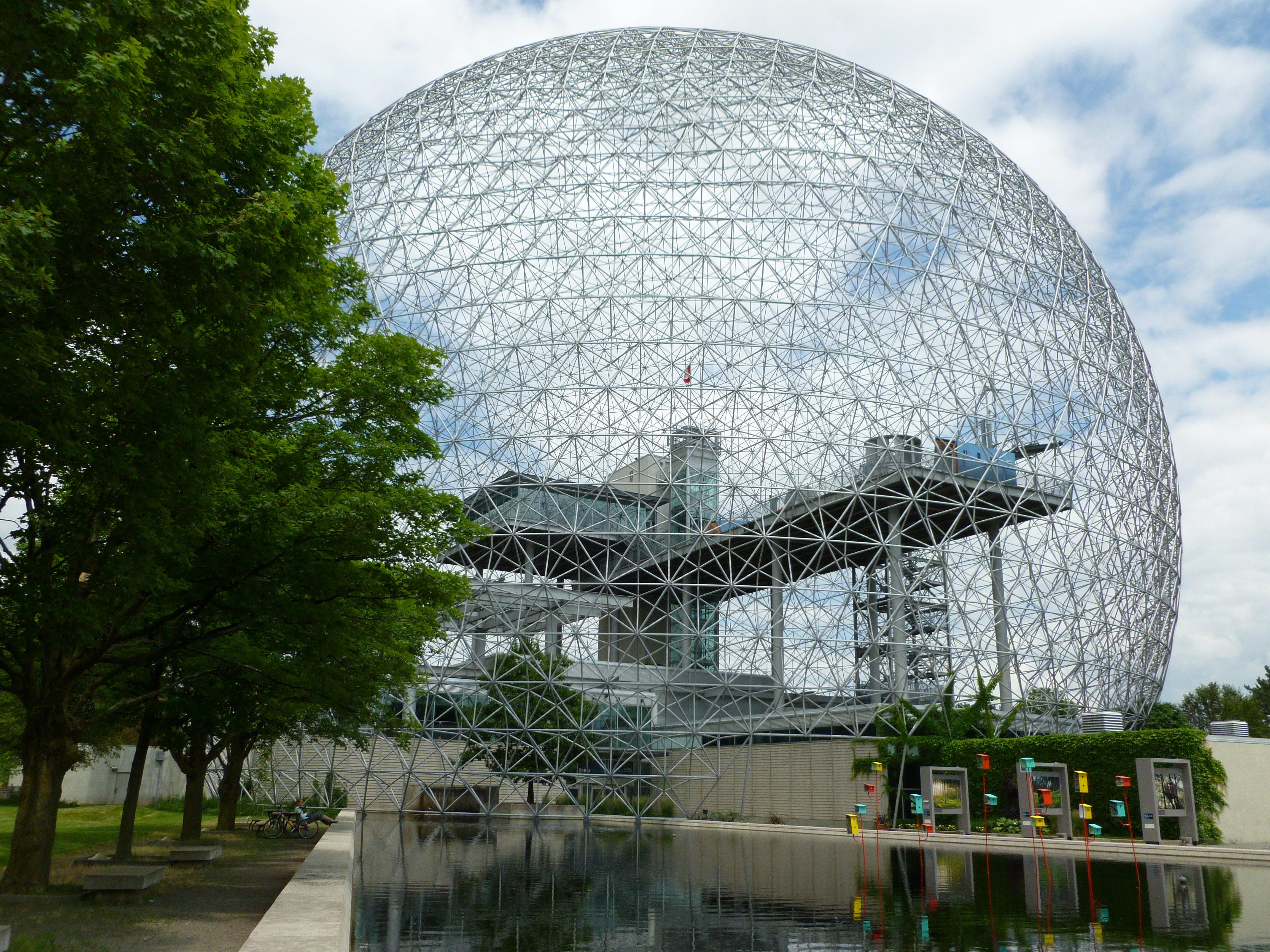
Biosphère

1611 benannte Samuel de Champlain die Insel nach seiner Ehefrau Hélène Bouillé. Von 1665 bis 1818 war die Île Sainte-Hélène im Besitz der Familie Le Moyne und wurde als Teil der Seigneurie von Longueuil landwirtschaftlich genutzt. 1818, vier Jahre nach Ende des Britisch-Amerikanischen Kriegs, erwarb die britische Regierung die Insel und ließ darauf eine Zitadelle, ein Pulverlager und ein Blockhaus errichten, um die Stadt im Falle eines amerikanischen Angriffs besser verteidigen zu können. 1870 übernahm die kanadische Bundesregierung die Insel und wandelte sie 1874 in eine öffentliche Parkanlage um, 1908 wurde sie von der Stadt erworben.
Von Juli 1940 bis November 1943 war die Insel Standort eines Kriegsgefangenenlagers, in dem während des Zweiten Weltkriegs hauptsächlich italienische Soldaten und Handelsmatrosen gefangen gehalten wurden. Seit 1953 besteht ein Schwimmbad; es trägt den Namen Complexe aquatique de l’île Sainte-Hélène und war Austragungsort der Schwimmweltmeisterschaften 2005 sowie der Wasserball-Weltmeisterschaften 2005.
1963 bestimmte die Stadt die Île Sainte-Hélène zum Veranstaltungsort der Expo 67 und vergrößerte sie zu diesem Zweck mit dem Aushub der im Bau befindlichen U-Bahn. Die Weltausstellung fand von April bis Oktober 1967 statt, das Ausstellungsgelände umfasste auch eine Halbinsel im Montrealer Hafen und die durch Landgewinnung entstandene Île Notre-Dame. Nach dem Ende der Expo wurden die meisten Bauwerke abgerissen und die Insel zum größten Teil wieder in eine Parklandschaft umgewandelt. Die Pavillons von Südkorea und der Vereinigten Staaten blieben erhalten.

## Sehenswürdigkeiten
Die Île Sainte-Hélène und die Île Notre-Dame bilden zusammen den Parc Jean-Drapeau, benannt nach dem ehemaligen Bürgermeister Jean Drapeau (zuvor als Parc des Îles bezeichnet). Zahlreiche Sehenswürdigkeiten sind auf der Insel zu finden. Das 1818 errichtete Fort de l’Île Sainte-Hélène in der Inselmitte beherbergt seit 1955 das David M. Stewart Museum. Im Norden der Insel liegt der 1967 eröffnete Freizeitpark La Ronde, der von Six Flags betrieben wird und unter anderem neun Achterbahnen bietet.
Die Biosphère entstand anlässlich der Expo 67 nach Entwürfen des Architekten Richard Buckminster Fuller als Pavillon der Vereinigten Staaten. Danach stand die Kuppel über zwei Jahrzehnte lang leer, ist jedoch seit 1995 Standort eines Wasser- und Umweltmuseums. Weitere Hinterlassenschaften der Weltausstellung sind der Aussichtsturm La Spirale und die Einschienenbahn Minirail von Willy Habegger. Seit 1985 ist die Insel jeden Sommer Schauplatz des internationalen Feuerwerkwettbewerbs L’International des Feux Loto-Québec.

## Verkehr
Erreichbar ist die Île Sainte-Hélène über die Brücken Pont de la Concorde und Pont Jacques-Cartier sowie mit mehreren Buslinien der Verkehrsgesellschaft Société de transport de Montréal. Im südlichen Teil der Insel liegt die Station Jean-Drapeau an der Linie 4 der Metro Montreal, die das Stadtzentrum Montreals mit Longueuil verbindet. Vorgänger dieser Linie war der Expo Express, die von der Weltausstellung 1967 bis 1972 verkehrte.